# Regierung Di Rupo II
Die Regierung Di Rupo II war die dreizehnte wallonische Regierung. Sie amtierte vom 6. Oktober 2005 bis zum 20. Juli 2007.
Nach der Regionalwahl am 13. Juni 2004 bildeten die Sozialistischer Partei PS und die Centre Démocrate Humaniste (CDH) eine Koalition. Jean-Claude Van Cauwenberghe, seit 2000 Ministerpräsident, blieb im Amt. Nach Korruptionsaffären von Kommunalpolitikern der PS aus Charleroi wuchs der Druck auf Van Cauwenberghe, der von 1983 bis 1999 Bürgermeister von Charleroi war. Cauwenberghe trat am 30. September 2005 zurück. Die Koalition von PS und CDH wurde fortgeführt. Neuer Ministerpräsident wurde Elio di Rupo, der bereits von 1999 bis 2000 Regierungschef war. Bei der Wahl zum föderalen Parlament 2007 am 10. Juni 2007 wurde Di Rupo in die Belgische Abgeordnetenkammer gewählt. Di Rupo, der auch Vorsitzender der PS war, nahm das Mandat an und trat am 12. Juli 2007 als wallonischer Ministerpräsident zurück. Sein Nachfolger als Ministerpräsident wurde Rudy Demotte (PS), bisher Minister für Soziales und Gesundheit in der föderalen Regierung Verhofstadt II.

## Zusammensetzung
| Amt                                                                                                | Name                             | Partei | Partei | Amtszeit                       |
| -------------------------------------------------------------------------------------------------- | -------------------------------- | ------ | ------ | ------------------------------ |
| Ministerpräsident                                                                                  | Elio Di Rupo                     |        | PS     | 6. Oktober 2005– 20. Juli 2007 |
| stellvertretender Ministerpräsident und Minister für Wohnungen, Verkehr und Raumentwicklung        | André Antoine                    |        | CDH    | 6. Oktober 2005– 20. Juli 2007 |
| stellvertretender Ministerpräsident und Minister für Haushalt, Finanzen, Ausrüstung und Kulturerbe | Michel Daerden                   |        | PS     | 6. Oktober 2005– 20. Juli 2007 |
| Ministerin für berufliche Weiterbildung                                                            | Marie Arena                      |        | PS     | 6. Oktober 2005– 20. Juli 2007 |
| Minister für innere Angelegenheiten und den öffentlichen Dienst                                    | Philippe Courard                 |        | PS     | 6. Oktober 2005– 20. Juli 2007 |
| Ministerin für Forschung, neue Technologien und Außenbeziehungen                                   | Marie-Dominique Simonet          |        | CDH    | 6. Oktober 2005– 20. Juli 2007 |
| Minister für Wirtschaft, Arbeit und Außenhandel                                                    | Jean-Claude Marcourt             |        | PS     | 6. Oktober 2005– 20. Juli 2007 |
| Minister/-in für Gesundheit, Soziales und Chancengleichheit                                        | Christiane Vienne                |        | PS     | 6. Oktober 2005– 12. Juli 2007 |
| Minister/-in für Gesundheit, Soziales und Chancengleichheit                                        | Philippe Courard (kommissarisch) |        | PS     | 12. Juli 2007– 20. Juli 2007   |
| Minister für Landwirtschaft, den ländlichen Raum, Umwelt und Tourismus                             | Benoît Lutgen                    |        | CDH    | 6. Oktober 2005– 20. Juli 2007 |

## Umbesetzungen
Gesundheitsministerin Christiane Vienne trat am 12. Juli 2007 zurück. Sie wurde kooptiertes Mitglied des belgischen Senats.